# Centro Estadual de Treinamento Esportivo
O  Centro Estadual de Treinamento Esportivo (CETE) é um centro de treinamento multiesportivo da cidade de Porto Alegre, mantido pelo governo do Estado do Rio Grande do Sul. O CETE abre de segunda à sexta, das 8 às 18 horas ininterruptamente. Não abre em feriados. 

## Histórico
Sua história teve início em 1970, com a transferência da Exposição Internacional de Animais para o Parque de Exposições de Esteio. Na área do antigo parque de exposições, no bairro Menino Deus, já havia um campo de futebol, que sediou um campeonato infanto-juvenil promovido pela TV Tupi e pelo jornal Diário de Notícias. Em 1963 a área, que pertencia à Metalúrgica Favareto, localizada na Rua Gonçalves Dias, no bairro Menino Deus em Porto Alegre, havia sido desapropriada pelo Governo do Estado. 
No início dos anos 70 foi criado no local o Parque Esportivo Menino Deus, um centro de treinamento que vinculado ao Departamento Estadual de Educação Física (DED) e ligado à Secretaria de Educação, que disponibilizou a prática de diversas modalidades esportivas à comunidade, através da implantação de escolinhas.
A partir de 2002, o CETE passou a integrar a Fundação de Esporte e Lazer do Rio Grande do Sul, um órgão pertencente à Secretaria Estadual do Turismo, Esporte e Lazer do Rio Grande do Sul.Em 2017, com a extinção da Fundergs, o CETE passou a ser gerido pela pasta estadual do esporte, que desde janeiro de 2019 é a Secretaria Estadual de Esporte e Lazer (SEL).

## Infraestrutura
O CETE tem pista de atletismo, com estrutura para arremesso de peso, martelo e disco e também para salto em distância e salto em altura. Além disso, tem uma quadra de tênis de piso de saibro, uma quadra de areia para vôlei, beach tênis e futevôlei, uma quadra de futebol sete com grama sintética, três ginásios e  estacionamento.
A pista de atletismo tem piso profissional, com oito raias numeradas. Do lado de fora da pista, em dois pontos diferentes, existem barras para fazer exercícios e para alongamento antes e depois da corrida e uma pista externa de 565m para caminhadas.
Um dos ginásios tem quadra de handebol, basqrete, voleibol, badminton e tênis de mesa. Os outros ginásios ofereces áreas para ginástica artística, lutas como caratê capoeira, muay thay e hapkidô, área exclusiva com ringue de boxe, um tatame oficial para judô e sala de ginástica para atividades como ginástica localizada e ioga. Há também um espaço exclusivo para esgrima paraolímpica e treinamentos de outras modalidades paradesportivas como a bocha.

## Atletas[1]
Das escolinhas do CETE surgiram vários atletas, e que hoje são conhecidos nacional e até mesmo internacionalmente, como a ginasta Daiane dos Santos. Outro atleta que iniciou a carreira no local foi o judoca campeão mundial João Derly. O campeão olímpico e mundial de vôlei pelo Brasil, Paulo André Jukoski da Silva, o Paulão, também iniciou a carreira no CETE. Para os Jogos Olímpicos e Paralímpicos de Tóquio 2021, ao menos cinco atletas brasileiros realizaram a sua preparação, ou parte dela, nos espaços do Centro Estadual de Treinamento Esportivo do RS: Jovane Guissone da esgrima, Tomas Florêncio da ginástica artística e no atletismo Áser Ramos, Anderson Henriques e Pedro Burmann.    